# Teresa Rakowska-Harmstone
Teresa Jadwiga Rakowska-Harmstone (ur. 1927 w Polsce, zm. 2 stycznia 2017 w Warszawie) – kanadyjska politolożka polskiego pochodzenia specjalizująca się w problematyce przemian w Europie Wschodniej okresu komunizmu.

## Życiorys
Teresa Rakowska-Harmstone przeprowadziła się do Montrealu, kiedy jej ojciec Tadeusz Rakowski objął kierownictwo tamtejszego Konsulatu.
Na lokalnym Uniwersytecie McGilla uzyskała Bachelor’s degree w 1950. Dwa lata później została Master of Arts Uniwersytetu Harvarda. W 1966 doktoryzowała się tamże.
Pracę naukową rozpoczęła w American University w Waszyngtonie (1952–1960). Następnie wykładała na Rutgers University (1960–1966). W 1966 związała się z Carleton University. Przez pierwsze dwa lata jako Assistant Professor, od 1968 do 1974 Associate Professor, a od 1974 do 1995 Professor. Od 1995 Professor Emeritus. Była dyrektorką EURUS – Institute for Russian and East European Studies (1973–1975) oraz kierowniczką Katedry Nauk Politycznych (1986–1989). Od 1995 Fellow w Davis Center for Russian and Eurasian Studies na Uniwersytecie Harvarda. Od lat 90. także profesor Collegium Civitas w Warszawie, gdzie w latach 1997–2002 kierowała Katedrą Stosunków Międzynarodowych Collegium Civitas. Członkini ottawskiego oddziału Polskiego Instytutu Naukowego w Ameryce.
Specjalizowała się w kwestiach nacjonalizmów i polityk narodowościowych w ZSRS. Książka Communism in Eastern Europe była wiodącym na świecie podręcznikiem w kwestii systemów politycznych państw Europy Środkowej.
Pochowana w Kanadzie.

## Wybrane publikacje
- Russia and Nationalism in Central Asia: The Case of Tadzhikistan, 1970
- Communist States in Disarray, [red., współaut.], 1972
- Perspectives for Change in Communist Societes, [red., współaut.], 1975
- Communism in Eastern Europe, [red., współaut.], 1979, 1984
- Warsaw Pact: Political and Military Integration; A Political Analysis, 1990
- Disintegration and Re-definition of East Europe, 1992